# Elval
Elval (griechisch ΕΛΒΑΛ, Abkürzung für Ελληνική Βιομηχανία Αλουμινίου Α.Ε. Ellinikou Viomichania Alouminiou A.E., Griechische Aluminium Industrie AG) ist ein börsennotiertes Unternehmen der Metallverarbeitung aus Griechenland. Das Unternehmen gehört mehrheitlich dem Aluminiumerzeuger Viohalco und fertigt an zehn Standorten weltweit Aluminiumprodukte und -bauteile. Der Verwaltungssitz ist in Athen. Das Unternehmen ist im Athex Composite Share Price Index an der Athener Börse gelistet.
Gegründet wurde das Unternehmen wurde 1973 von Viohalco und übernahm auch die 1971 gegründete ETEM. 1994 wurde der bulgarische Staatskonzern Steelmet übernommen. 2009 erwarb die japanische Furukawa Sky Aluminium 25 % der Anteile an der Elval-Tochtergesellschaft Bridgnorth Aluminium.

## Tochtergesellschaften
- SYMETAL produziert Folien und Bauteile für architektonische Anwendungen
- ETEM S.A. fertigt vornehmlich Aluprofile und Leichtbauteile unter anderem für BMW, Volkswagen, Audi und Porsche.
- BRIDGNORTH ALUMINIUM fertigt Druckplatten in Großbritannien